# E. J. Pratt

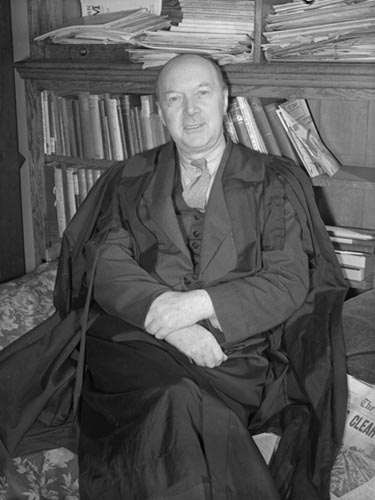
E. J. Pratt

Edwin John Pratt (* 4. Februar 1882 in Western Bay; † 26. April 1964 in Toronto) war ein kanadischer Schriftsteller, Hochschullehrer und Kritiker und gilt als einer der bedeutendsten kanadische Lyriker seiner Generation.

## Leben
Der Sohn eines methodistischen Predigers wuchs auf Neufundland auf und besuchte das Methodist College in St. John’s. Er arbeitete zwei Jahre als Lehrer und wurde 1904 Predigerkandidat. Nach einer dreijährigen Probezeit studierte er am Victoria College der University of Toronto Theologie und Psychologie und wurde 1913 ordiniert. Er gab dann aber Psychologievorlesungen an der University of Toronto und unterrichtete von 1920 bis zu seinem Ruhestand 1952 englische Literatur am Victoria College.
Seine ersten Gedichte veröffentlichte Pratt bereits 1914, bekannt wurde er aber erst mit dem 1924 erschienenen Band Newfoundland Verse, dem mehr als 20 weitere (von The Witches' Brew und Titans im Jahr 1926 bis zu den Collected Poems, 1958) folgten. Von 1936 bis 1943 gab er das The Canadian Poetry Magazine heraus.  1930 wurde er Mitglied der Royal Society of Canada, die ihn 1940 mit der Lorne Pierce Medal für Literatur auszeichnete. George VI. verlieh ihm 1946 den Order of St. Michael and St. George. 1937, 1940 und 1952 wurde er mit Governor General’s Awards ausgezeichnet.
Pratt war mit der Autorin Viola Whitney Pratt verheiratet. Seine Tochter Claire Pratt wurde ebenfalls als Lyrikerin und als Grafikerin bekannt.